# Gueules Sèches
Gueules Sèches est le nom d´une fanfare de Limoges créée en 1922 à l'initiative de son président fondateur Pierre Desnoyers, et qui ne devait durer que le temps d'un carnaval, afin d'égayer un défilé devenu fade.
Aujourd'hui le groupe se fait appeler " les Gueules Sèches de Limoges ", il poursuit ses prestations en France et à l'étranger. Concerts, défilés, animations, les Gueules Sèches se renouvellent en permanence. Ils possèdent également une école de musique depuis 1991.

## Histoire
L'origine de son nom provient des fameuses « Gueules cassées », surnom donné aux soldats de la Première Guerre mondiale ce qui a donné le nom à la Fanfare des Gueules Sèches de Limoges, rebaptisée plus simplement les Gueules Sèches en 2005.
Le groupe existe encore avec une soixantaine de musiciens tous amateurs qui ont gardé les principales caractéristiques de la tenue d'époque, à savoir un chapeau haut-de-forme accompagné d'un plumet, une jaquette à queue-de-pie, un petit gilet et des guêtres.
Cette fanfare s'est notamment fait connaitre lors de ses déplacements en Allemagne (où elle est jumelée avec un groupe de Stuttgart), en Pologne (lors d'un voyage en 1994), en Espagne et enfin sur toute la France où elle est régulièrement appelée à participer à des défilés carnavalesques.
De plus, elle a participé en 1997 à l'émission de télévision animée par Pascal Sevran « La Chance aux chansons » sur le thème de la France des fanfares.
Depuis 1981, elle a enregistré quatre albums reprenant des morceaux de son répertoire très varié, dont le dernier en date remonte à novembre 2005.

## Source
- « Site officiel »